# Vallée du Loir à vélo
La Vallée du Loir à vélo ou V47 est une véloroute française créée en 2016 qui suit le parcours de la rivière Loir de sa source à Saint-Éman (Eure-et-Loir) jusqu'à Angers (Maine-et-Loire). Longue de 320 kilomètres, elle traverse deux régions, quatre départements, et présente des connexions avec d'autres véloroutes : la Véloscénie (V40), la Vélobuissonnière (V44), La Loire à vélo (EV6) et la Vélo Francette (V43). Le tracé emprunte majoritairement de petites routes en voie partagée à faible circulation. Une édition du Guide du routard lui est dédiée.

## Histoire
Le parcours est créé en 2016 à l'initiative du département de la Sarthe, rejoint par ses voisins qui ajoutent des connexions avec le chemin de fer et d'autres véloroutes. Il s'agit du premier itinéraire à vélo qui suit une rivière de sa source à sa confluence.
Entre avril et octobre 2018, la partie eurélienne dénombre 2700 passages de cyclistes.
En 2022, un Guide du routard dédié à cette véloroute est édité. Rédigé par Philippe Coupy et tiré à 15 000 exemplaires, il décrit l'itinéraire en 21 étapes.

## Description
La V47 s'étend sur 320 km et 4 départements : l'Eure-et-Loir, le Loir-et-Cher, la Sarthe et le Maine-et-Loire,. Son parcours suit le cours du Loir depuis sa source à Saint-Éman jusqu'à Angers, à la confluence de la Maine, mais il est rarement sur les berges de la rivière bien qu'il emprunte de nombreux ponts qui la traversent. Il s'agit à 90 % de voies partagées, à faible circulation automobile.
De Chartres à Montoire-sur-le-Loir, son parcours est commun avec la V41 « Saint-Jacques à vélo ». Il croise également la Véloscénie (V40) à Illiers-Combray, la Vélobuissonnière (V44) à La Flèche et la Loire à vélo (EV6) et la Vélo Francette (V43) à Angers.

## Itinéraire

### Eure-et-Loir
Saint-Éman, Illiers-Combray, Saint-Avit-les-Guespières, Saumeray, Alluyes, Bonneval, Saint-Christophe, Donnemain-Saint-Mamès, Châteaudun, Saint-Denis-Lanneray, Cloyes-les-Trois-Rivières

### Loir-et-Cher
Saint-Jean-Froidmentel, Morée, Fréteval, Pezou, Lisle (Loir-et-Cher), Saint-Firmin-des-Prés, Meslay, Vendôme, Naveil, Villiers-sur-Loir, Thoré-la-Rochette, Les Roches-l'Évêque, Montoire-sur-le-Loir, Saint-Jacques-des-Guérets, Troo, Vallée-de-Ronsard

### Sarthe
Loir en Vallée, La Chartre-sur-le-Loir, Marçon, Montval-sur-Loir, Nogent-sur-Loir, Vaas, La Chapelle-aux-Choux, Le Lude, Luché-Pringé, Thorée-les-Pins, La Flèche, Bazouges Cré sur Loir

### Maine-et-Loire
Les Rairies, Durtal, Huillé-Lézigné, Seiches-sur-le-Loir, Corzé, Rives-du-Loir-en-Anjou, Briollay, Cantenay-Épinard, Angers

## Points d'intérêt touristique
La véloroute passe à proximité des sites touristiques suivants :
- Musée Marcel Proust - Maison de tante Léonie[5]
- Bonneval[5]
- Trôo[5]
- Montoire-sur-le-Loir[5]
- Château de la Possonnière[5]
- Château du Lude
- Zoo de La Flèche[1].

Sélection d'éléments touristiques de la Vallée du Loir à vélo.
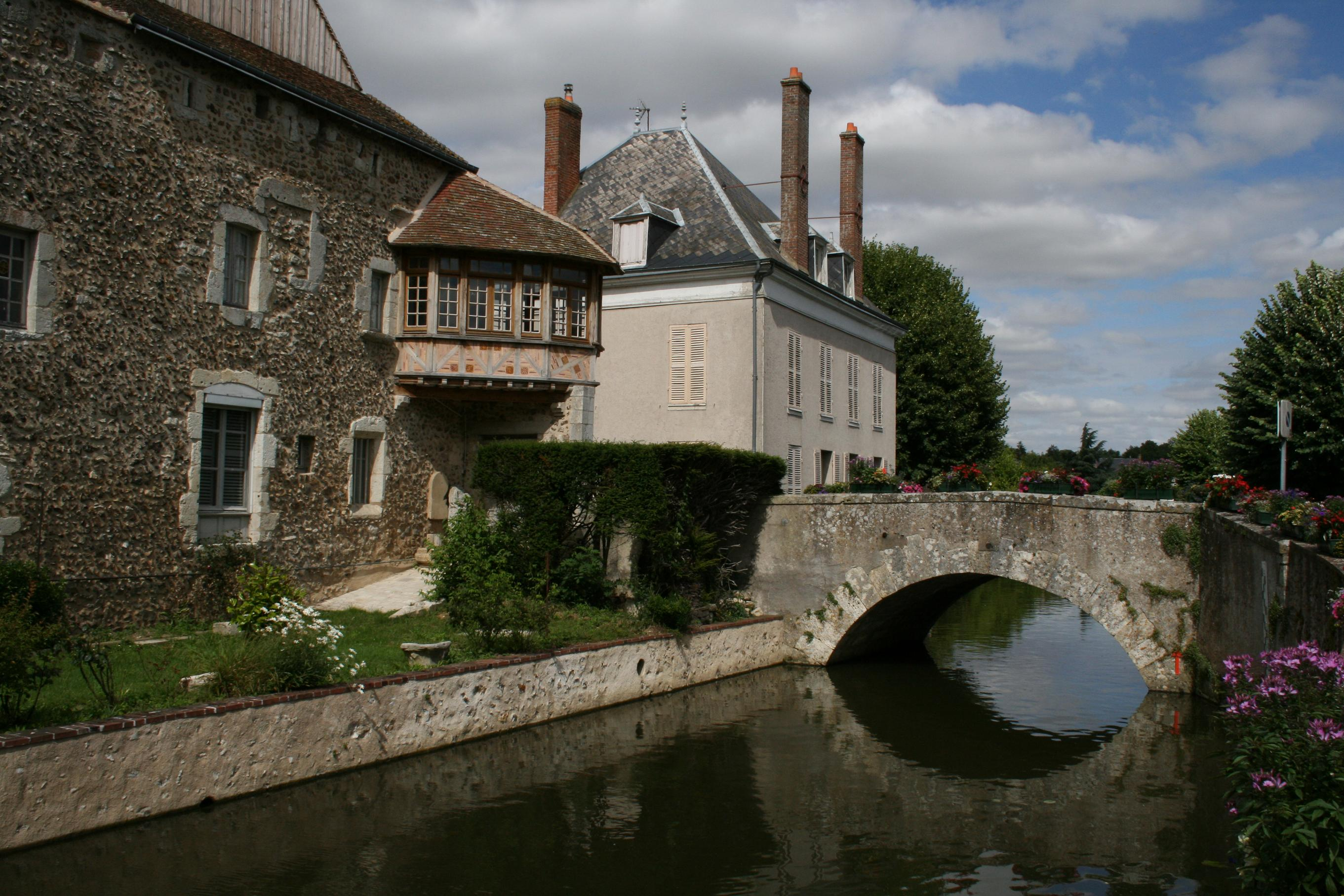
La rue des Fossés Saint-Jacques à Bonneval.
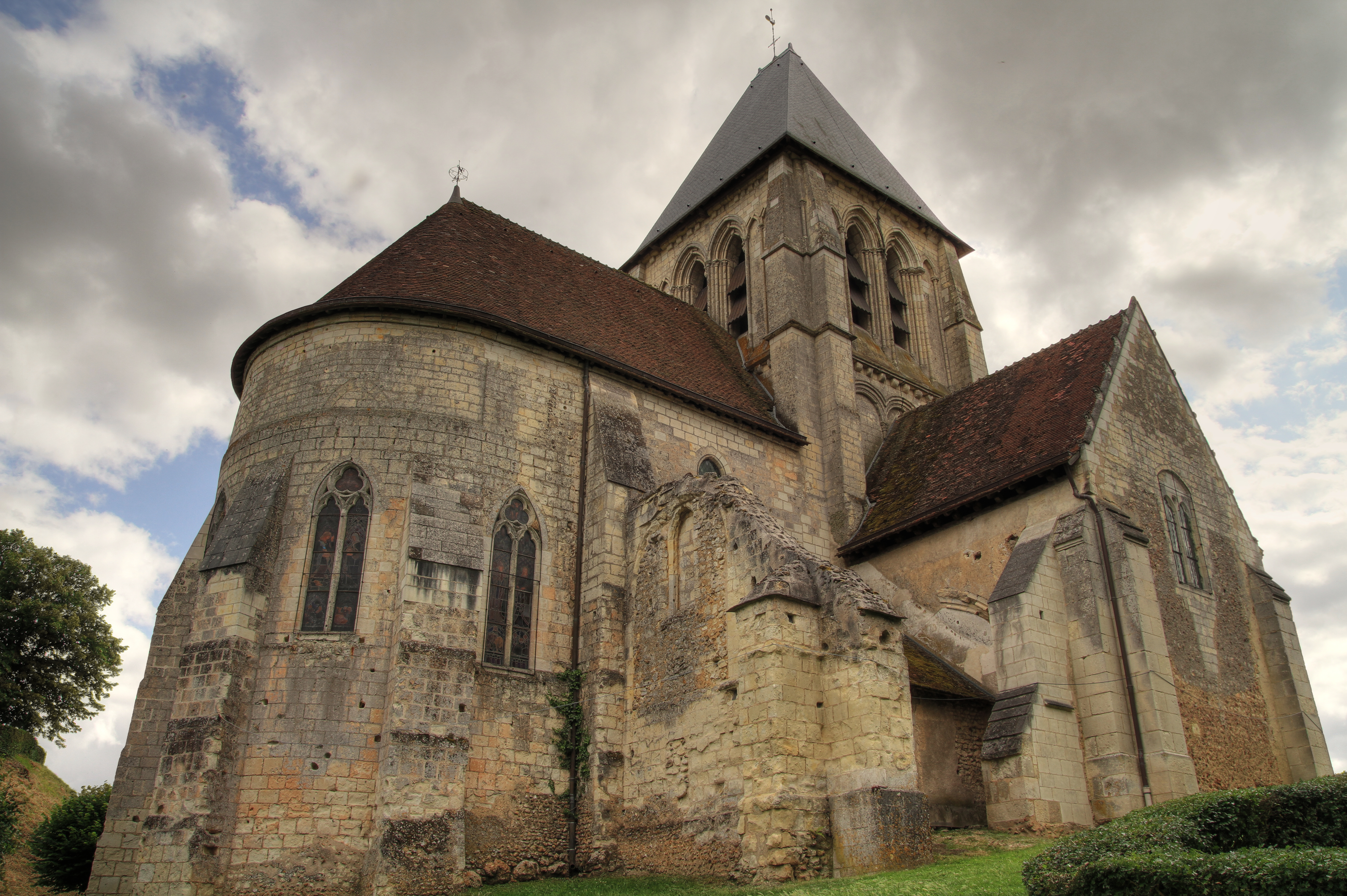
Collégiale Saint-Martin de Trôo.
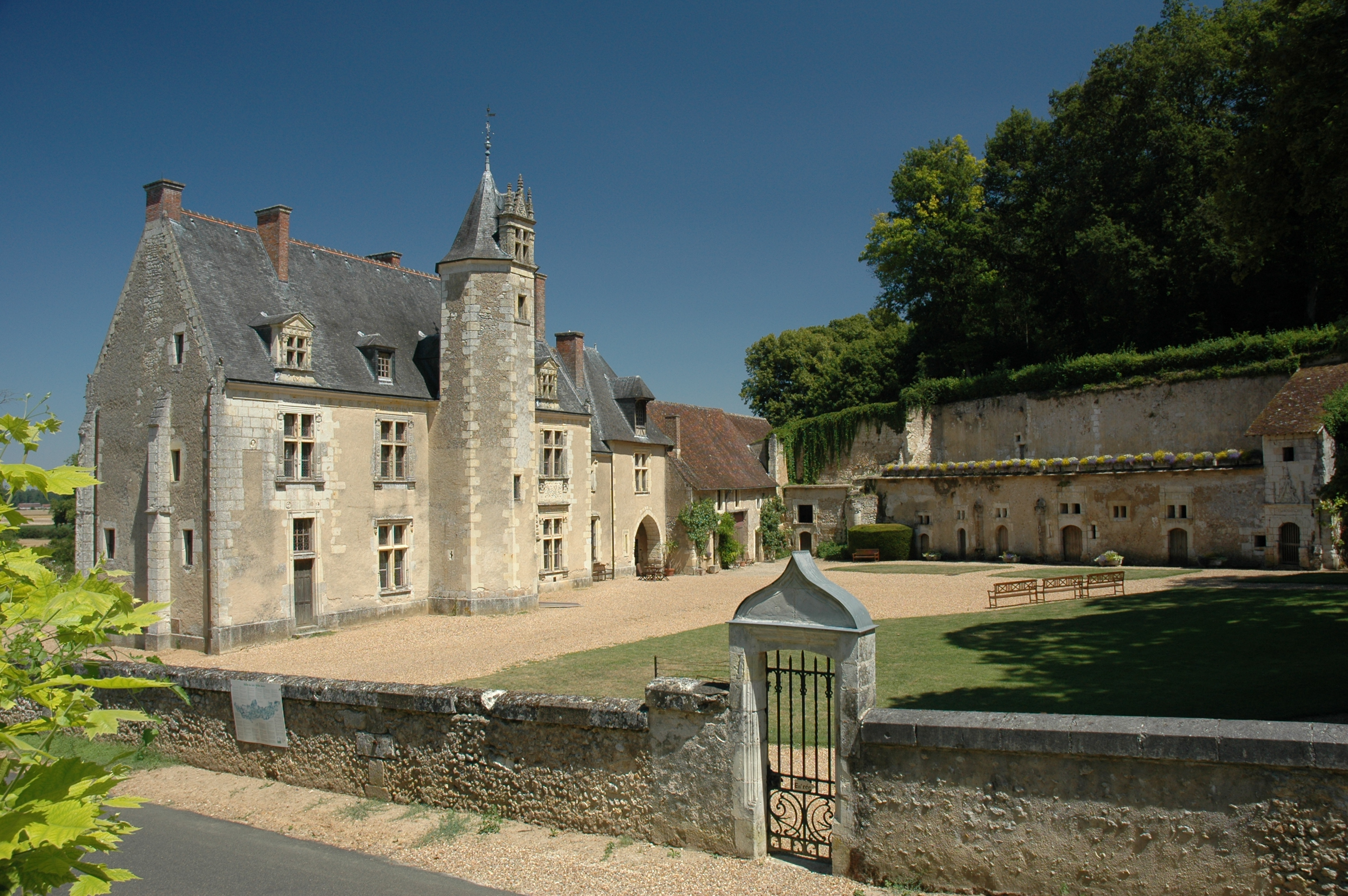
Château de la Possonnière.
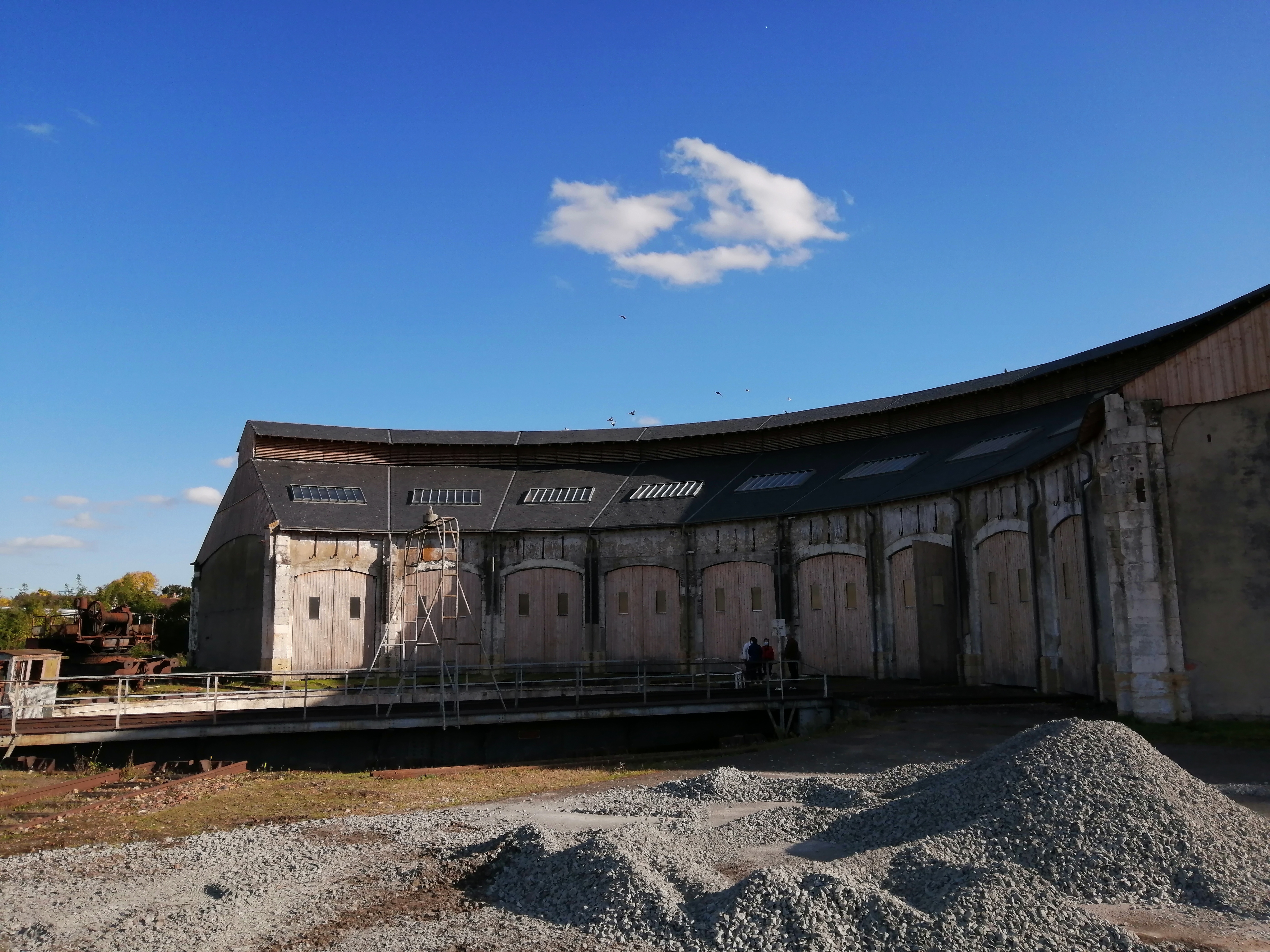
Rotonde ferroviaire de Montabon.
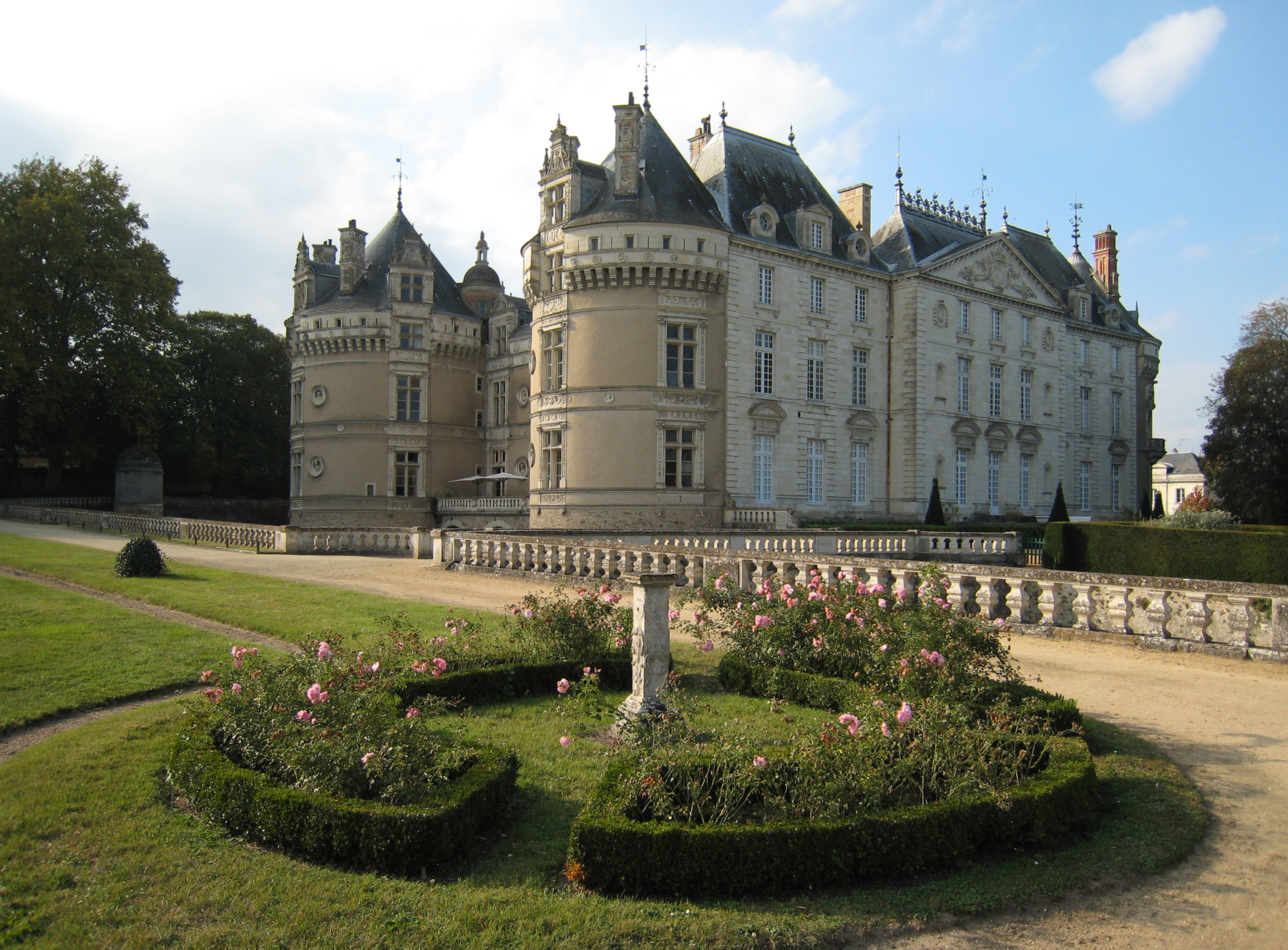
Château du Lude.
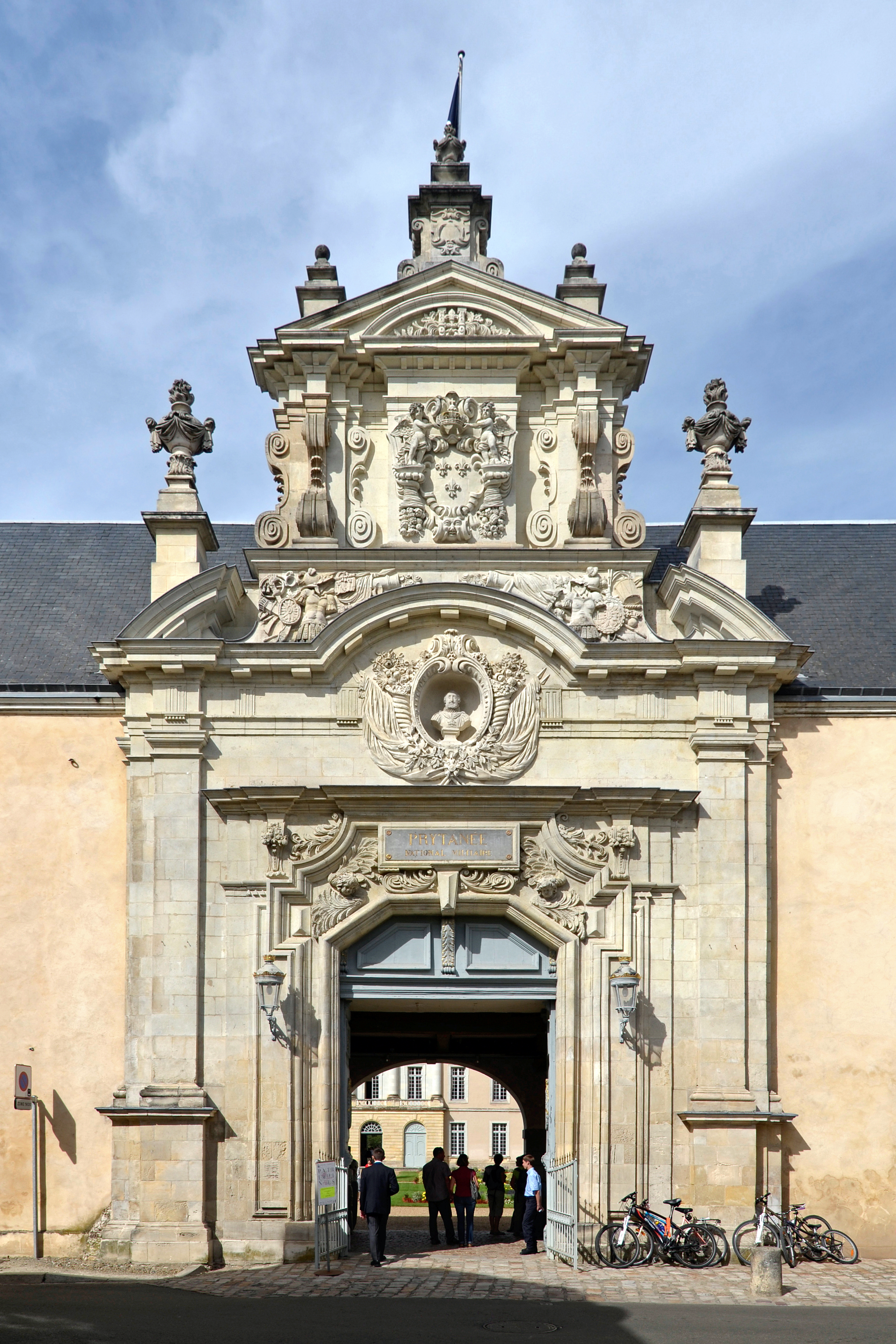
Prytanée national militaire de La Flèche.
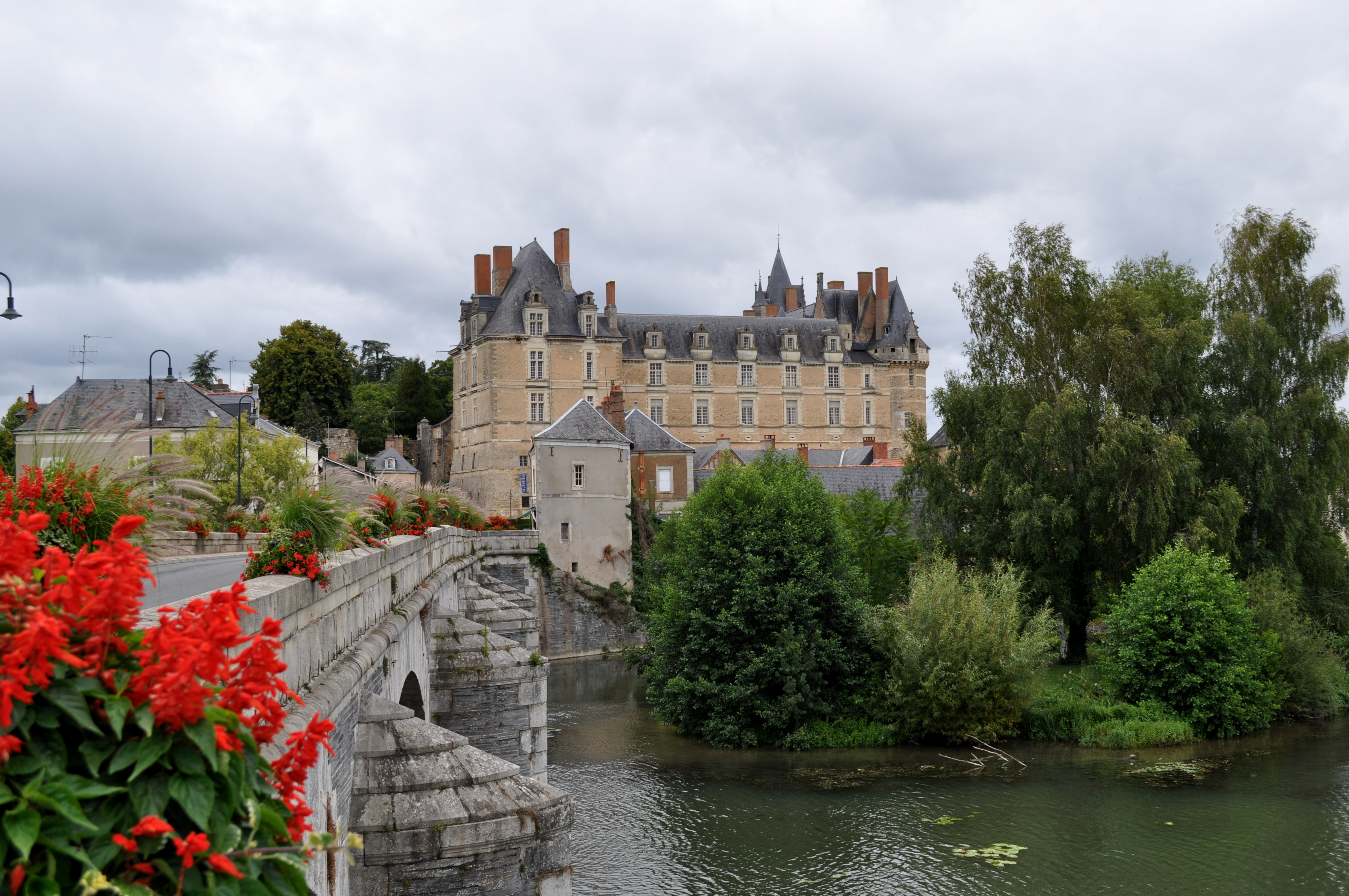
Château de Durtal.